# Lara-Marie Schaefer
Lara-Marie Schaefer (* 6. Mai 2006 in Duisburg) ist eine deutsche Volleyballspielerin.

## Karriere
Schaefer spielte in ihrer Jugend Volleyball beim VoR Paderborn. 2021 wechselte die Libera zum Bundesstützpunkt VCO Münster. 2023/24 hatte sie mit einem Doppelspielrecht einige Einsätze beim Bundesligisten USC Münster und erhielt hier für die Saison 2024/25 einen Profi-Vertrag.
Schaefer spielte auch in der deutschen U17-Nationalmannschaft, mit der sie 2022 bei der U17-Europameisterschaft in Tschechien die Bronzemedaille gewann.